# Моравске Топлице
Моравске Топлице (словен. Moravske Toplice) је насеље и управно средиште истоимене општине Моравске Топлице, која припада Помурској регији у Републици Словенији.
По попису становништва из 2011. године, насеље Моравске Топлице имало је 735 становника.